# Liste der Stolpersteine in Rinteln
Die Liste der Stolpersteine in Rinteln gibt eine Übersicht über die im Rahmen der Aktion des Künstlers Gunter Demnig verlegten Stolpersteine in der Stadt Rinteln in Niedersachsen.

## Beschreibung
In Rinteln wurden seit 2013 bis heute (2020) 32 Stolpersteine verlegt. Die 10 × 10 × 10 cm großen Betonquader mit Messingtafel sind in den Bürgersteig vor jenen Häusern eingelassen, in denen die Opfer der nationalsozialistischen Gewaltherrschaft damals wohnten. Die Inschrift der Tafel gibt Auskunft über ihren Namen, ihr Alter und ihr Schicksal. Die Stolpersteine sollen dem Vergessen der Opfer entgegenwirken.

## Stolpersteine in Rinteln
| Bild                                               | Person, Inschrift | Adresse                 | Verlege- datum | weitere Informationen |
| -------------------------------------------------- | --- | ----------------------- | -------------- | --------------------- |
| Stolperstein für Jutta Jüdel geb. Lehmann          | Hier wohnte Jutta Jüdel geb. Lehmann Jg. 1895 deportiert 1941 Kowno ermordet 1941                                                                         | Bäckerstraße 12 ·       | 27. März 2017  |                       |
| Stolperstein für David Lehmann                     | Hier wohnte David Lehmann Jg. 1892 ‘Schutzhaft‘ 1933 Moringen tot 7.11.1933                                                                               | Bäckerstraße 12 ·       | 27. März 2017  |                       |
| Stolperstein für Lina Lehmann geb. Brill           | Hier wohnte Lina Lehmann geb. Brill Jg. 1865 gedemütigt / entrechtet tot 14.6.1936                                                                        | Bäckerstraße 12 ·       | 27. März 2017  |                       |
| Stolperstein für Lore Lehmann verh. Wernicke       | Hier wohnte Lore Lehmann verh. Wernicke Jg. 1935 gedemütigt / entrechtet mit Hilfe überlebt                                                               | Bäckerstraße 12 ·       | 27. März 2017  |                       |
| Stolperstein für Wilhelm Lehmann                   | Hier wohnte Wilhelm Lehmann Jg. 1932 gedemütigt / entrechtet mit Hilfe überlebt                                                                           | Bäckerstraße 12 ·       | 27. März 2017  |                       |
| Stolperstein für Wolf W. Lehmann                   | Hier wohnte Wolf W. Lehmann Jg. 1889 ‘Schutzhaft‘ 1933 Moringen 1938 Buchenwald Flucht Frankreich interniert Drancy deportiert 1942 ermordet in Auschwitz | Bäckerstraße 12 ·       | 27. März 2017  |                       |
| Stolperstein für Bertha Lina Meyer geb. Lehmann    | Hier wohnte Bertha Lina Meyer geb. Lehmann Jg. 1890 Flucht Australien                                                                                     | Bäckerstraße 12 ·       | 27. März 2017  |                       |
| Stolperstein für Edith Heinemann                   | Hier wohnte Edith Heinemann Jg. 1899 deportiert 1942 Ghetto Warschau ermordet                                                                             | Bäckerstraße 53 ·       | 27. Nov. 2013  |                       |
| Stolperstein für Eva Heinemann                     | Hier wohnte Eva Heinemann Jg. 1927 Zwangsarbeit 1941 Rinteln deportiert 1942 Ghetto Warschau ermordet                                                     | Bäckerstraße 53 ·       | 27. Nov. 2013  |                       |
| Stolperstein für Henry Heinemann                   | Hier wohnte Henry Heinemann Jg. 1864 gedemütigt/entrechtet tot 9.8.1937                                                                                   | Bäckerstraße 53 ·       | 27. Nov. 2013  |                       |
| Stolperstein für Hermann Heinemann                 | Hier wohnte Hermann Heinemann Jg. 1890 ‘Schutzhaft‘ 1938 Buchenwald Zwangsarbeit 1941 Ahlem deportiert 1942 Ghetto Warschau ermordet                      | Bäckerstraße 53 ·       | 27. Nov. 2013  |                       |
| Stolperstein für Julius Heinemann                  | Hier wohnte Julius Heinemann Jg. 1898 Flucht Kuba überlebt                                                                                                | Bäckerstraße 53 ·       | 27. Nov. 2013  |                       |
| Stolperstein für Vera Heinemann                    | Hier wohnte Vera Heinemann Jg. 1930 deportiert 1942 Ghetto Warschau ermordet                                                                              | Bäckerstraße 53 ·       | 27. Nov. 2013  |                       |
| Stolperstein für Lina Brill geb. Vollweiler        | Hier wohnte Lina Brill geb. Vollweiler Jg. 1883 deportiert 1942 Ghetto Warschau ermordet                                                                  | Dauestraße 1 ·          | 27. März 2017  |                       |
| Stolperstein für Isidor Brill                      | Hier wohnte Isidor Brill Jg. 1883 ‘Schutzhaft‘ Buchenwald ermordet 3.12.1938                                                                              | Dauestraße 1 ·          | 27. März 2017  |                       |
| Stolperstein für Julius Sundheimer                 | Hier lehrte Julius Sundheimer Jg. 1895 Berufsverbot 1933 deportiert 1941 Riga ermordet                                                                    | Klosterstraße 18 ·      | 27. Nov. 2013  |                       |
| Stolperstein für Leo Schönfeld                     | Hier lernte Leo Schönfeld Jg. 1894 deportiert 1942 Theresienstadt ermordet 1944 Auschwitz                                                                 | Klosterstraße 18 ·      | 27. Nov. 2013  |                       |
| Stolperstein für Henriette Leeser geb.Samuel       | Hier wohnte Henriette Leeser geb. Samuel Jg. 1888 Flucht 1937 USA überlebt                                                                                | Markt 1 ·               | 27. Nov. 2013  |                       |
| Stolperstein für Ludwig Leeser                     | Hier wohnte Ludwig Leeser Jg. 1884 Flucht 1937 USA überlebt                                                                                               | Markt 1 ·               | 27. Nov. 2013  |                       |
| Stolperstein für Paul Leeser                       | Hier wohnte Paul Leeser Jg. 1921 Flucht 1937 USA überlebt                                                                                                 | Markt 1 ·               | 27. Nov. 2013  |                       |
| Stolperstein für Werner Leeser                     | Hier wohnte Werner Leeser Jg. 1922 Flucht 1937 USA überlebt                                                                                               | Markt 1 ·               | 27. Nov. 2013  |                       |
| Stolperstein für Wilhelm Ramm                      | Hier wohnte Wilhelm Ramm Jg. 1882 im Widerstand / SPD ‘Schutzhaft‘ 1933 Moringen misshandelt entlassen 1933 tot 8.11.1942                                 | Ritterstraße 28 ·       | 27. März 2017  |                       |
| Stolperstein für Arnold Arensberg                  | Hier wohnte Arnold Arensberg Jg. 1891 ‘Schutzhaft‘ 1938 Buchenwald deportiert 1942 Ghetto Warschau Auschwitz ermordet 24.1.1944                           | Hafenstraße 34 ·        | 27. März 2017  |                       |
| Stolperstein für Elise Henriette Arensberg         | Hier wohnte Elise Henriette Arensberg Jg. 1938 deportiert 1942 Ghetto Warschau ermordet                                                                   | Hafenstraße 34 ·        | 27. März 2017  |                       |
| Stolperstein für Lotte Arensberg geb.Hochfeld      | Hier wohnte Lotte Arensberg geb.Hochfeld Jg. 1905 deportiert 1942 Ghetto Warschau ermordet                                                                | Hafenstraße 34 ·        | 27. März 2017  |                       |
| Stolperstein für Paula Hochfeld geb. Salomon       | Hier wohnte Paula Hochfeld geb. Salomon Jg. 1880 deportiert 1942 Ghetto Warschau ermordet                                                                 | Hafenstraße 34 ·        | 27. März 2017  |                       |
| Stolperstein für Julius Kleeberg                   | Hier wohnte Julius Kleeberg Jg. 1872 deportiert 1942 Ghetto Warschau ermordet                                                                             | Josua-Stegmann-Wall 9 · | 27. März 2017  |                       |
| Stolperstein für Karoline Kleeberg                 | Hier wohnte Karoline Kleeberg Jg. 1922 deportiert 1942 Ghetto Warschau ermordet                                                                           | Josua-Stegmann-Wall 9 · | 27. März 2017  |                       |
| Stolperstein für Margarete Kleeberg geb. Rosenthal | Hier wohnte Margarete Kleeberg geb. Rosenthal Jg. 1881 Zwangsarbeit 1941 Rinteln deportiert 1942 Ghetto Warschau ermordet                                 | Josua-Stegmann-Wall 9 · | 27. März 2017  |                       |
| Stolperstein für Käthe Levy                        | Hier wohnte Käthe Levy Jg. 1912 Zwangsarbeit 1941 Rinteln deportiert 1942 Ghetto Warschau ermordet                                                        | Weserstraße 19 ·        | 27. Nov. 2013  |                       |
| Stolperstein für Minna Levy                        | Hier wohnte Minna Levy Jg. 1880 deportiert 1942 Ghetto Warschau ermordet                                                                                  | Weserstraße 19 ·        | 27. Nov. 2013  |                       |
| Stolperstein für Philipp Levy                      | Hier wohnte Philipp Levy Jg. 1876 deportiert 1942 Ghetto Warschau ermordet                                                                                | Weserstraße 19 ·        | 27. Nov. 2013  |                       |